# 亞裔拉丁美洲人
亞裔拉丁美洲人，是指生活在拉丁美洲的東亞人、東南亞人、南亞人和西亞人及其後裔。
亞洲人在拉丁美洲生活有長遠的歷史，早在16世紀菲律賓人已來到這里，亞洲人移民拉丁美洲的高潮是19世紀至20世紀，但他們人口只有約4000000人只佔拉丁美洲人口的1%。其中人口最多的是中國人和日本人，其次是朝鮮人和印度人。巴西是亞裔最集中的拉丁美洲國家，亞裔人口有220000人。秘魯的的最高比例是5％，近幾十年來，這些社區出現了顯著的移民，所以日本和美國現在有成千上萬的拉丁美洲亞裔人士。

## 歷史
第一批亞裔拉丁美洲人是菲律賓人，他們作為西班牙人的水手，船員，囚犯，奴隸，冒險家和士兵，在十六世紀前往拉丁美洲（主要是古巴和墨西哥，其次是哥倫比亞，巴拿馬和秘魯），西班牙殖民菲律賓的兩個半世紀（1565年至1815年）時期內，許多菲律賓人在马尼拉邮船上工作，協助西班牙帝國的貿易壟斷。其中一些水手沒再回到菲律賓，他們的後裔可以在下加利福尼亞州，索諾拉，墨西哥城，秘魯等地的小社區找到，使菲律賓人成為拉美最古老的亞洲族裔群體。
在十九世紀，數千名來自法屬印度殖民地馬德拉斯、本地治里、金德訥格爾的泰米爾族工人被帶到法屬圭亞那瓜德羅普和馬提尼克島，在種植園工作。
大多數華裔-拉丁美洲人來自苦力奴隸貿易，大多數是在加勒比地區，特別是在古巴和秘魯。他們也與拉丁美洲的其他亞裔人士密切相關。
然而，大多數亞洲人作為契約工人或經濟移民於19世紀和20世紀來到了。今天，絕大多數亞裔拉丁美洲人都是中國人，日本人和韓國人。第二次世界大戰後日本移民大多停止（除了多米尼加共和國的日本定居點外），而韓國移民大多在1980年代終止（儘管在危地馬拉還在繼續），而中國的移民仍在繼續。
戰爭難民的定居非常微小：朝鮮戰爭後，幾十名前北韓士兵去了阿根廷和智利，一些苗族在越南戰爭之後來到法屬圭亞那。
大多數有日本血統的人居住在巴西，秘魯，阿根廷，墨西哥，玻利維亞和巴拉圭，而在秘魯，委內瑞拉，巴西，哥倫比亞，阿根廷，古巴，圭亞那，多明尼加共和國，巴拿馬，波多黎各中國血統則是人口重要組成部分，墨西哥和哥斯達黎加（約佔總人口的1％）。尼加拉瓜有12000名中國人;大多數居住在馬那瓜和加勒比海岸。在厄瓜多爾和其他拉丁美洲國家也有較小的中國社區，數量甚至數以千計。最大的韓裔社區分佈在巴西，墨西哥，阿根廷，危地馬拉，巴拉圭，哥倫比亞，厄瓜多爾和智利。有大約12,918人生活在危地馬拉。阿根廷還有一個苗族社區。
在法國海外屬地法屬圭亞那，瓜德羅普和馬提尼克泰米爾印度裔血統的人口眾多。哥倫比亞，秘魯，阿根廷，巴西，巴拿馬和委內瑞拉也有小型印度社區。

## 移民國家

### 加拿大
加拿大一直是亞裔拉丁美洲移民的熱門目的地。移民通常定居在最大的城市，如溫哥華和多倫多，並融入整個加拿大亞裔社區。

### 日本
2004年日本裔巴西移民人數達250000人，構成日本第二大移民人口。他們的經歷與日裔秘魯移民的經歷相似，他們經常被降級為外國人，從事低收入工作。

### 美國
大多數亞裔拉丁美洲人遷移到美國，會生活在最大的城市，常常是大洛杉磯地區，紐約大都會地區，芝加哥大都會區，舊金山灣區，大休斯敦。
在2000年的美國人口普查中，119,829名西语裔美國人或拉美裔美國人被單獨認定為亞洲人。在2006年，人口普查局的美國社區調查估計他們人口是154,694人，而官方的人口估計是277,704人。